# Fouga CM.170 Magister
Fouga CM.170 Magister je dvomotorno reaktivno šolsko vojaško letalo, ki ga je razvil francoski Fouga v 1950ih. Skupaj z licenčno proizvodnjo so zgradili nad 900 letal, ki jih je uporabljalo okrog 25 držav po svetu. Na podlagi Magistra so razvili tudi palubnega CM.175 Zéphyr za uporabo na letalonosilkah. 
Fouga CM.170 ima prepoznavni V-rep. Poganjata dva turboreaktivna motorja Turbomeca Marboré

## Specifikacije (CM.170-1)
Podatki iz Jane's All The World's Aircraft 1965–66; Taylor 1965, pp. 52–53.
Splošne karakteristike
- Posadka: 2
- Dolžina: 10,06 m (33 ft 0 in)
- Razpon kril: 12,15 m (39 ft 10 in)
- Višina: 2,80 m (9 ft 2 in)
- Površina kril: 17,30 m² (186,1 ft²)
- Teža praznega letala: 2150 kg (4740 lb)
- Naložena teža: 2850 kg (6280 lb)
- Maks. vzletna teža: 3200 kg (7055 lb)
- Pogon letala: 2 × Turbomeca Marboré IIA turboreaktivni motor, 3,92 kN (880 lbf) vsak

 Zmogljivost 
- Maks. hitrost: 715 km/h (386 vozlov, 444 mph) na višini 9000 m (30000 ft)
- Doseg: 925 km (500 nmi, 575 milj)
- Višina leta: 11000 m (36080 ft)
- Hitrost vzpenjanja: 17 m/s (3345 ft/min)
- Obremenitev kril: 165 kg/m² (34 lb/ft²)
- Razmerje potisk/teža: 0,28

Oborožitev

- 2x 7,5 mm ali 7,62 mm strojnici, vsaka s 200 naboji
- Do 140 kg (310 lb) bomb ali raket na dveh podrkilnih nosilcih